# Championnat d'Égypte de football 1996-1997
Navigation
Saison précédente Saison suivante
La saison 1996-1997 du Championnat d'Égypte de football est la 40e édition du championnat de première division égyptien. Seize clubs égyptiens prennent part au championnat organisé par la fédération. Les équipes sont regroupées au sein d'une poule unique où elles rencontrent leurs adversaires deux fois, à domicile et à l'extérieur. À l'issue du championnat, les quatre derniers du classement sont relégués et remplacés par les quatre meilleures équipes de D2.
C'est le club d'Al Ahly SC, triple tenant du titre, qui remporte la compétition, après avoir terminé en tête du classement final, avec neuf points d'avance sur le Zamalek SC et vingt sur Al Mansourah Sporting Club. C'est le 26e titre de champion d'Égypte de l'histoire du club, qui manque le doublé en s'inclinant face à Ismaily SC en finale de la Coupe d'Égypte.

## Les clubs participants
| - Al Ahly SC - Zamalek SC - Ittihad Alexandrie - Ismaily SC - Al Koroum - Promu de D2 - Suez El-Riyadi - Aluminium Nag Hammadi - Assouan SC - Promu de D2 | - Al-Moqaouloun - Al Mansourah Sporting Club - Al-Qanat - Gomhuriat Shebin - Al-Masry Club - Al Mareekh FC - Promu de D2 - Baladiyyat El Mahallah - Al Ittihad Othman - Promu de D2 |

## Compétition

### Classement
Le classement est établi sur le barème de points classique (victoire à 3 points, match nul à 1, défaite à 0).
| Rang | Équipe                     | Pts | J  | G  | N  | P  | Bp | Bc | Diff |
| ---- | -------------------------- | --- | -- | -- | -- | -- | -- | -- | ---- |
| 1    | Al Ahly SC T               | 69  | 30 | 20 | 9  | 1  | 59 | 20 | +39  |
| 2    | Zamalek SC                 | 60  | 30 | 18 | 6  | 6  | 49 | 30 | +19  |
| 3    | Al Mansourah Sporting Club | 49  | 30 | 13 | 10 | 7  | 44 | 30 | +14  |
| 4    | Ismaily SC C               | 45  | 30 | 12 | 9  | 9  | 39 | 39 | 0    |
| 5    | Ittihad Alexandrie         | 43  | 30 | 11 | 10 | 9  | 34 | 38 | -4   |
| 6    | Al-Qanat                   | 40  | 30 | 11 | 7  | 12 | 31 | 31 | 0    |
| 7    | Al-Masry Club              | 39  | 30 | 9  | 12 | 9  | 39 | 35 | +4   |
| 8    | Al Ittihad Othman P        | 39  | 30 | 10 | 9  | 11 | 33 | 40 | -7   |
| 9    | Assouan SC P               | 38  | 30 | 9  | 11 | 10 | 32 | 37 | -5   |
| 10   | Baladiyyat El Mahallah     | 37  | 30 | 7  | 16 | 7  | 25 | 28 | -3   |
| 11   | Al-Moqaouloun              | 36  | 30 | 8  | 12 | 10 | 27 | 23 | +4   |
| 12   | Suez El-Riyadi             | 33  | 30 | 7  | 12 | 11 | 24 | 32 | -8   |
| 13   | Gomhuriat Shebin           | 33  | 30 | 7  | 12 | 11 | 26 | 35 | -9   |
| 14   | Al Koroum P                | 33  | 30 | 8  | 9  | 13 | 36 | 48 | -12  |
| 15   | Al Mareekh FC P            | 26  | 30 | 7  | 5  | 18 | 27 | 45 | -18  |
| 16   | Aluminium Nag Hammadi      | 22  | 30 | 5  | 7  | 18 | 30 | 44 | -14  |

| Légende : Qualifications et relégations | Légende : Qualifications et relégations                                |
| --------------------------------------- | ---------------------------------------------------------------------- |
|                                         | Qualification pour la Ligue des champions 1998                         |
|                                         | Qualification pour la Coupe des Coupes 1998                            |
|                                         | Qualification pour la Coupe de la CAF 1998                             |
|                                         | Relégation directe en deuxième division                                |
|                                         | T : Tenant du titre C : Vainqueur de la Coupe d'Égypte P : Promu de D2 |

## Bilan de la saison
| Championnat d'Égypte de football 1996-1997 |                        |
| Champion                                   | Al Ahly SC (26e titre) |
| Coupes et trophées                         |                        |
| Vainqueur de la Coupe d'Égypte 1996-1997   | Ismaily SC             |
| Qualifications continentales               |                        |
| Ligue des champions 1998                   | Al Ahly SC             |
| Coupe des Coupes 1998                      | Ismaily SC             |
| Coupe de la CAF 1998                       | Zamalek SC             |
| Promotions et relégations                  |                        |
| Promus en Egyptian Premier League          | Club Al Shams          |
| Promus en Egyptian Premier League          | Ghazl El Mahallah      |
| Promus en Egyptian Premier League          | Ghazl El Suez          |
| Promus en Egyptian Premier League          | Meniya Club            |
| Relégués en Egyptian Second League         | Gomhuriat Shebin       |
| Relégués en Egyptian Second League         | Al Koroum              |
| Relégués en Egyptian Second League         | Al Mareekh FC          |
| Relégués en Egyptian Second League         | Aluminium Nag Hammadi  |